# سده ۲۳ (پیش از میلاد)
(سده بیست‌وچهارم پ.م. - سده بیست‌وسوم پیش از میلاد مسیح - سده بیست‌ودوم پ.م. - سده‌های دیگر)
قرن بیست و سوم پیش از میلاد، قرنی بود که از سال ۲۳۰۰ پیش از میلاد تا ۲۲۰۱ پیش از میلاد ادامه یافت.

## رخدادها
- ۲۳۳۴-۲۲۷۹ (پیش از میلاد)؛ سارگون بزرگ بر میانرودان چیره شد.
- ۲۳۰۰ (پیش از میلاد)؛ عصر برونز آغاز گشت.
- ۲۳۰۰ (پیش از میلاد)؛ سنگ‌نبشتهٔ انهدوآنا از اور(مغیر در عراق کنونی) ساخته شد. این اثر اکنون در موزه باستانشناسی و انسانشناسی دانشگاه پنسیلوانیا نگهداری می‌شود.
- حدود ۲۳۰۰ پیش از میلاد: تمدن دره سند (هاراپا) در شرق پاکستان امروزی - غرب هند - شکوفا شد.[۱]
- حدود ۲۳۰۰ سال پیش از میلاد: فلزات در شمال اروپا شروع به استفاده کردند.[۲]
- حدود ۲۳۰۰ پیش از میلاد: فرهنگ اونِتِیس در جمهوری چک امروزی پدیدار می‌شود.[۲]
- حدود ۲۳۰۰ پیش از میلاد: کانال بحر یوسف (نام فعلی) زمانی ایجاد شد که آبراه نیل به دریاچه طبیعی (که اکنون دریاچه قارون نام دارد) برای ایجاد یک کانال، تعریض و عمیق‌تر شد.[۳]
- ۲۳۰۰-۲۲۰۰ (پیش از میلاد)؛ تندیس سرِ مردی در نینوا (عراق کنونی) ساخته شد. اثر یادشده اکنون در موزه عراق در بغداد نگهداری می‌شود.
- ۲۲۸۹ (پیش از میلاد) (؟)؛ فرعون پپی دوم، که درازترین پادشاهی را در همهٔ دوران‌ها داشته، در صدسالگی و پس از نودوچهار سال پادشاهی درگذشت.
- ۲۲۸۵ (پیش از میلاد)؛ انهدوآنا کاهنهٔ بزرگ، خدای ماه نانا، در اور زاده شد.
- ۲۲۵۴-۲۲۱۸ (پیش از میلاد)؛ یادبود سنگی نارامسین -که امروز در موزه لوور پاریس جای گرفته‌است- ساخته شد.
- حدود ۲۲۸۸ پیش از میلاد: «ملکه عنخ‌اسن‌پپی دوم و پسرش پپی دوم» از دودمان ششم مصر، مجسمه‌سازی شد. این تندیس مرمرین اکنون در موزه هنر بروکلین، نیویورک قرار دارد.
- حدود ۲۲۵۰ پیش از میلاد: آغاز مرحله مگالاین، آخرین مرحله از سه مرحله هولوسن.[۴]
- حدود ۲۲۵۰ سال پیش از میلاد: اولین شواهد کشت ذرت در آمریکای مرکزی.[۵]
- حدود ۲۲۴۰ پیش از میلاد: اکد، پایتخت امپراتوری اکد، با پیشی گرفتن از ممفیس، پایتخت مصر، به بزرگترین شهر جهان تبدیل شد.[۶]
- حدود ۲۲۲۰ پیش از میلاد: مزرعه اسکورد بروستر در شتلند، اسکاتلند تأسیس شد.
- حدود ۲۲۲۰ پیش از میلاد: آتشفشان کوه اجکامب (آلاسکا) در نزدیکی سیتکا، آلاسکای امروزی فوران کرد.
- ۲۲۱۵ (پیش از میلاد)؛ سپاه گوتیان راه خود را به سوی کوهستان زاگرس کج کردند و سپاه ضعیف‌روحیهٔ آکاد را شکست دادند و پایتختشان را گرفتند و یکسر ویران کردند.
- حدود جولای ۲۲۱۵ پیش از میلاد: دنباله‌دار هیل-باپ از منظومه شمسی داخلی بازدید می‌کند و تا سال ۱۹۹۷ میلادی باز نمی‌گردد.

## چهره‌های برجسته
- سارگون بزرگ، پدیدآورندهٔ امپراتوری آکاد و نخستین امپراتوری تاریخ جهان.

<!- == نوآوری‌ها، یافته‌ها، آشنایی‌ها == ->